# Clara Colosimo
Clara Colosimo est une actrice italienne, née le 23 mai 1922 à San Vendemiano, en Vénétie, et morte le 15 juin 1994 à Rome.

## Biographie
Clara Colosimo est apparue dans 65 films entre 1968 et 1991.
Elle meurt d'une crise cardiaque le 15 juin 1994 à 72 ans.

## Filmographie
- 1968 : Tepepa
- 1968 : Satyricon de Federico Fellini
- 1969 : Infanzia, vocazione e prime esperienze di Giacomo Casanova, veneziano
- 1969 : Serafino
- 1969 : Certes, certainement (Certo, certissimo, anzi... probabile)
- 1970 : La notte dei serpenti
- 1970 : Il divorzio de Romolo Guerrieri
- 1970 : Cœurs solitaires (Cuori solitari)
- 1971 : Moi, la femme (Noi donne siamo fatte così)
- 1972 : Jus primae noctis
- 1972 : La calandria de Pasquale Festa Campanile
- 1972 : Alfredo, Alfredo de Pietro Germi
- 1973 : Des Dollars plein la gueule (Più forte sorelle) de Mario Bianchi : Sœur Eufrasia
- 1973 : Storia di una monaca di clausura
- 1974 : Il sapròfita
- 1974 : Sesso in testa
- 1975 : L'Accusé (La Polizia accusa : il servizio segreto uccide) de Sergio Martino
- 1975 : La Pépée du gangster (La pupa del gangster)
- 1975 : Un genio, due compari, un pollo
- 1976 : Spogliamoci così, senza pudor... de Sergio Martino
- 1976 : Salon Kitty (Salon Kitty) de Tinto Brass
- 1977 : Zanna Bianca nel west
- 1977 : Stato interessante
- 1977 : Qui sera tué demain ? (Il mostro) de Luigi Zampa
- 1977 : Nel più alto dei cieli
- 1977 : Au-delà du bien et du mal (Al di là del bene e del male) de Liliana Cavani
- 1978 : Dove vai in vacanza?
- 1978 : L'arma
- 1978 : Prova d'orchestra de Federico Fellini
- 1979 : Pensione amore servizio completo
- 1979 : La patata bollente de Steno
- 1979 : Il corpo della ragassa
- 1979 : Cher papa (Caro papà) de Dino Risi
- 1979 : L'insegnante viene a casa
- 1979 : Le Grand Alligator (Il fiume del grande caimano)
- 1980 : Café express
- 1980 : Blue Erotic Climax
- 1981 : Manolesta
- 1981 : La gatta da pelare
- 1981 : I figli... so' pezzi 'e core
- 1981 : La Dame aux camélias (La storia vera della signora delle camelie) de Mauro Bolognini
- 1981 : Bim bum bam
- 1981 : La disubbidienza
- 1982 : Gian Burrasca
- 1982 : Il buon soldato
- 1982 : Quella peste di Pierina
- 1982 : Eccezzziunale... veramente
- 1982 : I figli... so' pezzi 'e core
- 1983 : Vacanze di Natale
- 1983 : Fantozzi subisce ancora de Neri Parenti
- 1984 : Il ragazzo di campagna de Franco Castellano
- 1984 : Il momento magico de Luciano Odorisio
- 1984 : Mi faccia causa
- 1985 : Tu sei differente d'Alberto Taraglio (it)
- 1985 : Era una notte buia e tempestosa... (it) d'Alessandro Benvenuti
- 1986 : Italian Fast Food (it) de Lodovico Gasparini (it)
- 1987 : Montecarlo Gran Casinò (it) de Carlo Vanzina
- 1987 : Via Montenapoleone de Carlo Vanzina
- 1987 : Luci lontane d'Aurelio Chiesa (it)
- 1988 : Nosferatu a Venezia d'Augusto Caminito
- 1991 : Atto di dolore de Pasquale Squitieri
- 1992 : Un ours nommé Arthur (Un orso chiamato Arturo) de Sergio Martino